# Blink-182
Blink-182 – amerykański zespół grający punk rock. Grupa powstała w Poway (przedmieścia San Diego, Kalifornia) w roku 1992 i była aktywna do roku 2005. Wtedy też członkowie Blinka zawiesili działalność i założyli swoje własne zespoły. Mark i Travis zaczęli nagrywać płyty z Plus 44, a Tom zajął się grupą Angels & Airwaves. 8 lutego 2009 oficjalnie ogłosili reaktywację zespołu, a 15 maja 2009 zagrali pierwszy od 4 lat koncert na żywo. W 2015 roku Tom odszedł z grupy, a jego miejsce zajął Matt Skiba, wokalista Alkaline Trio. W 2022 roku Tom DeLonge powrócił do zespołu, a odszedł z niego Matt Skiba.

## Muzycy
Obecny skład zespołu
- Mark Hoppus – gitara basowa, śpiew (1992–2005, od 2009)
- Travis Barker – perkusja (1998–2005, od 2009)
- Tom DeLonge – gitara, śpiew (1992–2005, 2009–2015, od 2022)

Byli członkowie zespołu
- Scott Raynor – perkusja (1992–1998)
- Matt Skiba – gitara, śpiew (2015–2022)

## Od początków do rozpadu (1992–2005)
Zespół został utworzony w 1992 roku w San Diego przez Marka Hoppusa i Toma DeLonge. Tom wcześniej grał w zespole Big Oily Men, lecz ten szybko się rozpadł i DeLonge szukał chętnych do grania wraz z nim w nowej grupie. W szkole średniej poznał Ann Hoppus, z którą przez jakiś czas był związany. Poznał przez nią brata Marka. Hoppus grał wcześniej w grupie The Attic Children, lecz i ta się rozpadła.
DeLonge i Hoppus od razu zaprzyjaźnili się i zaczęli wspólnie grać. Zaczynali w garażu Toma, bez perkusisty, ale za to z wieloma świetnymi pomysłami na piosenki. Wkrótce dowiedzieli się, że w szkole jest niejaki Scott Raynor, który gra na perkusji. Natychmiast go zwerbowali do gry w zespole, i mimo że Raynor wcześniej słuchał metalu, szybko udało się chłopakom przekonać go do punk rocka.
Zespół nagrał swoje pierwsze demo pt. Flyswatter w 1993 roku. Zawierało ono kilka własnych kompozycji i garść coverów innych zespołów. Potem (1994) było kolejne demo zatytułowane Buddha, na którym znalazło się kilka nowych piosenek, aż w końcu w 1995 zespół nagrał swój pierwszy długogrający krążek Cheshire Cat dla wytwórni Cargo/Grilled Cheese records. Stopniowo zdobywał coraz większą popularność, koncertując z takimi sławami jak The Offspring czy Bad Religion. W 1997 roku zespół nagrał kolejną płytę – Dude Ranch. Album odniósł duży sukces i otrzymał status złotej płyty.
Zachęcony sukcesem Blink-182 postanowił odkurzyć stare nagrania, i tak oto w 1998 roku światło dzienne ujrzała reedycja dema Buddha, tym razem wydana już jako pełny album na płycie cd. W międzyczasie od zespołu z niewyjaśnionych do końca przyczyn odszedł perkusista Scott Raynor i zastąpił go młody, uzdolniony muzyk – Travis Barker, grający wcześniej w zespole The Aquabats. W roku 1999 grupa atakuje rynek muzyczny świetnym singlem All the Small Things, pochodzącym z najnowszej płyty pt. Enema of the State. Album rozchodzi się jak świeże bułeczki, zespół zostaje dostrzeżony w Europie, zdobywa nagrodę MTV Europe Awards w kategorii Best New Act. Od tego momentu kariera tria z Kalifornii toczy się w zawrotnym tempie.
Ogólnoświatowe trasy koncertowe, wywiady, zdjęcia, wystąpienia w TV itp. W roku 2000 zostaje wydany album z wersjami koncertowymi utworów z poprzednich płyt grupy pt. The Mark, Tom and Travis Show. Płyta ukazuje się w limitowanej liczbie egzemplarzy i zawiera jeden nowy utwór. Rok 2001 okazuje się rokiem niezwykle twórczym w karierze muzyków: w czerwcu ukazuje się kolejny longplay Take Off Your Pants and Jacket, który błyskawicznie podbija rynek muzyczny na całym świecie takimi hitami jak The Rock Show czy First Date.
W tym czasie DeLonge zaczyna pisać muzykę zupełnie inną od dotychczasowej i nagrywa płytę z Barkerem, Anthonym Celestino i Davidem Kennedy jako Box Car Racer. Płyta stanowi mieszankę punk rocka z emo i hardcorem, grupa zdobywa wierne grono fanów. Na płycie gościnnie pojawiają się Tim Armstrong z Rancida i Jordan Pundnik z New Found Glory, a także Mark Hoppus w kawałku Elevator. W roku 2002 Travis Barker bierze udział w nagraniu płyty Transplants wraz z Armstrongiem i Robem Astonem. Płyta okazuje się fenomenem, łącząc wiele gatunków muzycznych.
Wreszcie w roku 2003, po dwóch latach przerwy, zespół znów wraca do studia, tym razem już jako trio blink-182, by nagrać swój szósty album zatytułowany po prostu blink 182. Ostatni koncert zespół zagrał 16 grudnia 2004. Po prawie rocznej przerwie zespół zawiesza działalność na bliżej nie określony czas z inicjatywy Toma DeLonge. 1 listopada 2005 wydaje ostatnią płytę zatytułowaną Greatest Hits. Po ogłoszeniu zawieszenia działalności Tom DeLonge założył zespół Angels & Airwaves, natomiast Travis Barker i Mark Hoppus stworzyli +44.

## Powrót i plany na przyszłość (od 2009)
Dnia 8 lutego 2009 roku zespół pojawił się po raz pierwszy publicznie od czasu rozpadu jako prezenterzy na gali rozdania nagród Grammy. Kilka dni przed tym wydarzeniem gitarzysta zespołu Angels & Airwaves, David Kennedy na oficjalnym chacie wypowiedział się na temat powrotu trio, zaznaczając że zespół planuje kontynuować działalność i wydać nowy krążek. Doniesienia te potwierdziły się w trakcie rozdania wspomnianych nagród, kiedy to Travis Barker wypowiedział słowa „Graliśmy razem muzykę i zdecydowaliśmy, że będziemy ją grać dalej”, na co Mark Hoppus dodał „Blink-182 powrócił!”. Trzy miesiące później zespół zagrał swój pierwszy od czasu rozpadu koncert na żywo, a latem tego samego roku wyruszył w wielką trasę koncertową po całej Ameryce, grając z takimi zespołami jak Panic! at the Disco, Fall Out Boy, Weezer i inne. Trasa ta okazała się być wielkim sukcesem, a podczas niej zespół po raz pierwszy wykonał na żywo utwory, których nie zdążył wykonać wcześniej – czyli piosenki takie jak „Not Now” czy „Always”. Nie obeszło się również bez przykrych niespodzianek, bowiem 28 sierpnia zmarł jeden z przyjaciół Travisa, Adam „DJ AM” Goldstein, w związku z czym zespół został zmuszony odwołać kilka koncertów.
W 2010 roku muzycy planowali przyjazd na koncerty do Europy, a już od stycznia wracali do studia, by zająć się w pełni tworzeniem nowego albumu, z którego pierwszy singiel miał nosić tytuł „Up All Night”. Warto również dodać, że Travis Barker zdecydował się wydać jeden z nowych utworów zespołu jako utwór na swojej solowej płycie. W 2014 roku od grupy odszedł Tom DeLonge wokalista i gitarzysta zespołu, by poświęcić się swojemu zespołowi AVA. w 2015 roku do Blinka zawitał Matt Skiba zastępując go.
Najnowszy album studyjny zespołu zatytułowany California ukazał się 1 lipca 2016 roku. Premiera pierwszego singla z albumu pt. „Bored To Death” odbyła się 28 kwietnia 2016.

## Dyskografia
- Cheshire Cat (1994)
- Dude Ranch (1997)
- Enema of the State (1999)
- The Mark, Tom, and Travis Show (The Enema Strikes Back!) (2000, koncertowa)
- Take Off Your Pants and Jacket (2001)
- Blink-182 (2003)
- Neighborhoods (2011)
- California (2016)
- NINE (2019)
- One More Time (2023)

### Dema i EP
- Flyswatter (1993)
- 2nd Demo (1993)
- Buddha Promo (1993)
- Buddha (1993)
- They Came to Conquer Uranus (1995)
- Enema of the State Demo (1998)
- Dogs Eating Dogs (2012)

One More Time 2023

## Wideografia
- 1995 M+M’s (Reżyseria: Darren Doane)
- 1997 Josie (Reżyseria: Darren Doane)
- 1998 Dammit (Reżyseria: Darren Doane)
- 1999 What’s My Age Again? (Reżyseria: Marcos Siega)
- 1999 All The Small Things (Reżyseria: Marcos Siega)
- 2000 Adam’s Song (Reżyseria: Liz Friedlander)
- 2000 Man Overboard (Reżyseria: Marcos Siega)
- 2001 The Rock Show (Reżyseria: The Malloy brothers)
- 2001 First Date (Reżyseria: The Malloy brothers)
- 2001 Stay Together For The Kids (Reżyseria: Samuel Bayer)
- 2003 Feeling This (Reżyseria: David LaChapelle)
- 2004 I Miss You (Reżyseria: Jonas Akerlund)
- 2004 Down (Reżyseria: Mr. Scandalous)
- 2004 Always (Reżyseria: Joseph Kahn)
- 2005 Not Now (Dwie wersje teledysku)
- 2011 Up All Night (Reżyseria: Isaac Rentz)
- 2011 After Midnight (Reżyseria: Isaac Rentz)
- 2016 Bored To Death (Reżyseria: Rob Soucy)
- 2016 She’s Out Of Her Mind (Reżyseria: Nicholas Lam)
- 2017 Home Is Such a Lonely Place (Trzy wersje teledysku)
- 2019 Generational Divide (Reżyseria: Kevin Kerslake)
- 2019 Darkside (Reżyseria: Andrew Sandler)
- 2020 Happy Days (Reżyseria: Andrew Sandler)
- 2022 Edging

## Nagrody i wyróżnienia
| Rok  | Kategoria           | Tytułem                | Nagroda                 | Nota | Źródło |
| ---- | ------------------- | ---------------------- | ----------------------- | ---- | ------ |
| 2000 | Best Group Video    | „All the Small Things” | MTV Video Music Awards  | Laur | [ 5 ]  |
| 2000 | Best New Act        | Blink-182              | MTV Europe Music Awards | Laur | [ 6 ]  |
| 2001 | Best Rock           | Blink-182              | MTV Europe Music Awards | Laur | [ 7 ]  |
| 2016 | Kerrang! Icon Award | Blink-182              | Kerrang! Awards         | Laur | [ 8 ]  |